# Muzaffar Hassan
Muzaffar Hassan (Lucknow, 1920 – Karachi, 24 maggio 2012) è stato un ammiraglio e politico pakistano.

## Biografia
Col grado di vice-ammiraglio, ricoprì la carica di comandante in capo ((EN) : Chief of Naval Staff, (UR)  سربراہ پاک بحریہ) della Marina militare pakistana dal 1969 al 1972, prima sotto il presidente Yahya Khan e poi sotto il presidente Zulfikar Ali Bhutto.